# Чемпіонат України з футболу 2008—2009: друга ліга
У чемпіонаті серед команд другої ліги взяли участь 36 команд:
| Група А | Група Б |
| --- | --- |
| - «Арсенал» (Біла Церква) - «Бастіон» (Іллічівськ) - «Буковина» (Чернівці) - «Верес» (Рівне) - «Десна-2» (Чернігів) - «Дніпро» (Черкаси) - «Єдність» (с. Плиски) - «Карпати-2» (Львів) - «Княжа-2» (с. Щасливе) - ФК «Коростень» (Коростень) - МФК «Миколаїв» (Миколаїв) - «Нафком» (Бровари) - «Нива» (Вінниця) - «Нива» (Тернопіль) - «Оболонь-2» (Київ) - «Поділля-Хмельницький» (Хмельницький) - «Рось» (Біла Церква) - ЦСКА (Київ) | - «Арсенал» (Харків) - «Гірник» (Кривий Ріг) - «Гірник-спорт» (Комсомольськ) - «Дніпро-75» (Дніпропетровськ) - «Зірка» (Кіровоград) - «Іллічівець-2» (Маріуполь) - «Кремінь» (Кременчук) - «Металург-2» (Запоріжжя) - «Олімпік» (Донецьк) - «Олком» (Мелітополь) - ФК «Полтава» (Полтава) - ПФК «Севастополь-2» (Севастополь) - «Сталь» (Дніпродзержинськ) - «Титан» (Армянськ) - «Титан» (Донецьк) - «Шахтар» (Свердловськ) - «Шахтар-3» (Донецьк) - «Явір» (Краснопілля) |

 — команди, що опустилися з першої ліги.

 — команди, що отримали статус професіоналів перед початком чемпіонату.
Перед початком сезону команди «Динамо-3» (Київ), «Енергія» (Южноукраїнськ) і «Хімік» (Красноперекопськ) знялися зі змагань.
Перед початком сезону команда «Нива» (Вінниця) мала назву «Нива-Світанок», а «Зірка» — «Олімпік».
11 вересня 2008 року рішенням Бюро ПФЛ футбольний клуб «Явір» перейменований на футбольний клуб «Суми».
29 жовтня 2008 року рішенням Бюро ПФЛ футбольний клуб «Десна-2» виключений зі змагань. Результати матчів за участю команди анульовані.
2 березня 2009 року рішенням Бюро ПФЛ футбольний клуб «Поділля-Хмельницький» виключений зі змагань. «Динамо» (Хмельницький) визнаний його правонаступником.
17 березня 2009 року рішенням Бюро ПФЛ професіональний футбольний клуб «Севастополь-2» виключений зі змагань. У решті матчів команді зараховані поразки −:+.
25 березня 2009 року рішенням Бюро ПФЛ футбольні клуби «Княжа-2» і «Оболонь-2» виключені зі змагань. У решті матчів командам зараховані поразки −:+.
9 квітня 2009 року рішенням Бюро ПФЛ футбольний клуб «Коростень» за повторну неявку на гру виключений зі змагань. У решті матчів команді зараховані поразки −:+.
21 травня 2009 року рішенням ДК ПФЛ футбольний клуб «Дніпро» за повторну неявку на гру виключений зі змагань. У решті матчів команді зараховано технічні поразки −:+.

## Група А

### Підсумкова турнірна таблиця
| М  | Команда        | І  | В  | Н  | П  | РМ    | О  |
| -- | -------------- | -- | -- | -- | -- | ----- | -- |
|    | «Нива» Т       | 32 | 21 | 8  | 3  | 50−26 | 71 |
|    | «Арсенал»      | 32 | 21 | 4  | 7  | 51−31 | 67 |
|    | «Нива» В       | 32 | 18 | 7  | 7  | 42−30 | 61 |
| 4  | ЦСКА           | 32 | 18 | 3  | 11 | 40−23 | 57 |
| 5  | «Нафком»       | 32 | 16 | 4  | 12 | 45−33 | 52 |
| 6  | «Бастіон»      | 32 | 16 | 4  | 12 | 36−40 | 52 |
| 7  | «Дніпро»       | 32 | 17 | 5  | 10 | 37−20 | 50 |
| 8  | «Динамо»       | 32 | 14 | 5  | 13 | 32−38 | 47 |
| 9  | «Буковина»     | 32 | 14 | 2  | 16 | 29−39 | 44 |
| 10 | «Рось»         | 32 | 12 | 7  | 13 | 38−38 | 43 |
| 11 | МФК «Миколаїв» | 32 | 11 | 10 | 11 | 28−27 | 43 |
| 12 | «Єдність»      | 32 | 12 | 4  | 16 | 31−41 | 40 |
| 13 | «Верес»        | 32 | 11 | 6  | 15 | 24−32 | 39 |
| 14 | «Карпати-2»    | 32 | 9  | 7  | 16 | 28−45 | 34 |
| 15 | ФК «Коростень» | 32 | 8  | 2  | 22 | 24−42 | 23 |
| 16 | «Оболонь-2»    | 32 | 5  | 4  | 23 | 20−30 | 19 |
| 17 | «Княжа-2»      | 32 | 4  | 2  | 26 | 15−35 | 14 |
| —  | «Десна-2»      | —  | —  | —  | —  | —     | —  |

- «Десна-2» знялася з розіграшу після 15-го туру. Результати матчів за участю команди анульовані.
- «Княжа-2» і «Оболонь-2» знялися після 21-го туру. У решті матчів командам зараховані технічні поразки −:+.
- ФК «Коростень» виключений зі змагань після 22-го туру. У решті матчів команді зараховані технічні поразки −:+.
- «Дніпро» виключене зі змагань після 30-го туру. У решті матчів команді зараховані технічні поразки −:+.

Позначення:
Примітка. Згідно з п.2,3 ст. 14 Регламенту Всеукраїнських змагань з футболу серед команд клубів Професіональної футбольної ліги України сезону 2008/2009 рр. у випадку рівності очок місця команд визначаються за такими показниками:
- більша кількість набраних очок в усіх матчах;
- більша кількість перемог в усіх матчах;
- краща різниця забитих і пропущених м'ячів в усіх матчах;
- більша кількість забитих м'ячів в усіх матчах;
- більша кількість набраних очок у матчах між собою;
- більша кількість перемог у матчах між собою;
- краща різниця забитих і пропущених м'ячів у матчах між собою;
- більша кількість забитих м'ячів у матчах між собою;
- більша середня оцінка у конкурсі «Чесна гра» (за результатами усіх матчів).

### Результати матчів
| Команда        | АРС | БАС | БУК | ВЕР | ДНІ | ЄДН | КАР | КНЯ | КОР | МИК | НАФ | ВІН | ТЕР | ОБО | ПОД | РОС | ЦСК |
| -------------- | --- | --- | --- | --- | --- | --- | --- | --- | --- | --- | --- | --- | --- | --- | --- | --- | --- |
| «Арсенал»      |     | 3:1 | 3:1 | 3:0 | 1:0 | 4:2 | 2:1 | 4:1 | 5:2 | 2:1 | 1:0 | 4:2 | 1:0 | 0:1 | 2:1 | 1:1 | 0:1 |
| «Бастіон»      | 1:2 |     | 1:0 | 2:0 | +:– | 0:4 | 2:0 | +:– | +:– | 2:0 | 1:1 | 0:0 | 0:1 | 2:2 | 2:1 | 0:1 | 2:1 |
| «Буковина»     | 1:2 | 1:0 |     | 1:1 | 2:3 | 1:0 | 0:0 | 2:0 | +:– | 0:3 | 0:2 | 0:1 | 3:1 | 2:1 | 0:1 | 1:0 | 0:1 |
| «Верес»        | 0:1 | 0:1 | 2:0 |     | +:– | 0:1 | 1:0 | +:– | 3:0 | 0:0 | 0:4 | 0:1 | 1:1 | 2:0 | 1:1 | 0:0 | 1:0 |
| «Дніпро»       | 1:0 | 0:1 | 1:4 | 1:0 |     | 4:0 | –:+ | 1:0 | +:– | 0:0 | 0:3 | 1:1 | 0:1 | 3:0 | 2:1 | 4:0 | 1:0 |
| «Єдність»      | 2:1 | 1:2 | 0:1 | 0:1 | 0:2 |     | 3:1 | 4:1 | +:– | 1:1 | 3:2 | 1:1 | 0:0 | +:– | 0:1 | 2:1 | 0:1 |
| «Карпати-2»    | 2:2 | 1:1 | 1:3 | 1:2 | 1:0 | 2:1 |     | +:– | 1:2 | 1:1 | 0:0 | 1:0 | 2:2 | 1:0 | 1:1 | 0:2 | 2:6 |
| «Княжа-2»      | –:+ | 1:3 | –:+ | 1:2 | 0:3 | –:+ | 1:3 |     | –:– | 0:1 | 1:2 | 0:1 | –:+ | –:– | –:+ | 2:1 | 2:0 |
| ФК «Коростень» | –:+ | 3:2 | 3:0 | 0:3 | 1:5 | 2:0 | –:+ | 1:0 |     | 2:1 | 2:1 | 0:1 | 1:3 | –:– | –:+ | 0:2 | –:+ |
| МФК «Миколаїв» | 0:1 | 1:2 | 3:1 | 1:0 | 0:0 | 0:1 | 1:0 | 1:1 | 0:0 |     | 1:1 | 1:2 | 2:2 | +:– | 1:2 | 1:0 | 2:0 |
| «Нафком»       | 3:2 | 3:0 | 1:2 | 3:2 | 1:2 | 0:1 | 1:0 | +:– | 1:1 | 1:2 |     | 0:1 | 0:1 | 2:0 | 3:1 | 3:0 | 1:0 |
| «Нива» В       | 2:0 | 1:0 | 1:0 | 0:0 | 0:0 | 5:2 | 2:1 | 1:0 | 4:2 | 0:0 | 4:0 |     | 3:4 | 0:3 | 1:1 | 2:1 | 2:1 |
| «Нива» Т       | 2:0 | 4:1 | 1:0 | 3:1 | 0:0 | 1:0 | 4:3 | 1:1 | +:– | 2:0 | 1:2 | 3:0 |     | 3:2 | 2:0 | 1:1 | 1:0 |
| «Оболонь-2»    | –:+ | 2:0 | –:+ | 2:1 | –:+ | 1:1 | 1:0 | 1:2 | 1:2 | 0:1 | 0:3 | –:+ | –:+ |     | 1:1 | –:+ | 0:2 |
| «Динамо»       | 0:0 | 2:3 | 0:1 | 1:0 | 0:2 | 2:0 | 1:0 | 0:1 | 4:0 | 2:1 | 2:0 | 1:0 | 1:2 | +:– |     | 2:1 | 1:3 |
| «Рось»         | 2:2 | 3:2 | 3:2 | 1:0 | 3:0 | 1:0 | 1:2 | +:– | 3:0 | 0:1 | 0:1 | 1:2 | 1:3 | 2:2 | 5:1 |     | 0:0 |
| ЦСКА           | 0:2 | 1:2 | 3:0 | 2:0 | 0:1 | 2:1 | 2:0 | 3:0 | 2:0 | 1:0 | 2:0 | 2:1 | 0:0 | +:– | 3:0 | 1:1 |     |

Анульовані результати матчів: ЦСКА — «Десна-2» 1:1, «Десна-2» — «Нива» Т 0:1, «Поділля-Хмельницький» — «Десна-2» 2:0, «Десна-2» — «Буковина» 0:1, «Оболонь-2» — «Десна-2» 0:1, «Десна-2» — «Єдність» 1:3, «Арсенал» — «Десна-2» 1:0, «Десна-2» — ФК «Коростень» 0:1, «Нива» В — «Десна-2» 4:0, «Десна-2» — МФК «Миколаїв» 0:1, «Рось» — «Десна-2» 1:0, «Десна-2» — «Нафком» 2:1, «Верес» — «Десна-2» 1:0, «Десна-2» — «Карпати-2» 0:1, «Бастіон» — «Десна-2» 5:2.

### Найкращі бомбардири
| # | Гравець             | Клуб                 | Ігри | Голи (пен.) |
| - | ------------------- | -------------------- | ---- | ----------- |
| 1 | Павло Малий         | «Нива» Т             | 24   | 13          |
| 2 | Костянтин Деревльов | «Арсенал»            | 20   | 13 (7)      |
| 3 | Роман Піцур         | «Арсенал»            | 24   | 12          |
| 4 | Сергій Кушка        | «Нафком»             | 30   | 10 (3)      |
| 5 | Максим Ілюк         | «Буковина»           | 18   | 7           |
| 5 | Дмитро Козьбан      | «Княжа-2» / «Нафком» | 25   | 7           |
| 5 | Микола Тараров      | «Бастіон»            | 27   | 7           |
| 5 | Василь Товкацький   | «Нива» Т / «Арсенал» | 26   | 7           |
| 9 | Андрій Веретинський | «Нива» В             | 29   | 7 (3)       |
| 9 | Олексій Колесников  | «Динамо»             | 20   | 7 (3)       |

## Група Б

### Підсумкова турнірна таблиця
| М  | Команда             | І  | В  | Н  | П  | РМ    | О  |
| -- | ------------------- | -- | -- | -- | -- | ----- | -- |
|    | «Зірка»             | 34 | 23 | 3  | 8  | 58−26 | 72 |
|    | ФК «Полтава»        | 34 | 21 | 9  | 4  | 52−23 | 72 |
|    | «Сталь»             | 34 | 21 | 7  | 6  | 62−29 | 70 |
| 4  | «Титан» А           | 34 | 19 | 7  | 8  | 55−31 | 64 |
| 5  | «Шахтар-3»          | 34 | 18 | 7  | 9  | 66−44 | 61 |
| 6  | «Олімпік»           | 34 | 16 | 9  | 9  | 55−32 | 57 |
| 7  | «Олком»             | 34 | 14 | 8  | 12 | 40−43 | 50 |
| 8  | «Шахтар»            | 34 | 12 | 13 | 9  | 31−22 | 46 |
| 9  | «Титан» Д           | 34 | 12 | 11 | 11 | 37−33 | 44 |
| 10 | «Іллічівець-2»      | 34 | 12 | 8  | 14 | 40−50 | 44 |
| 11 | «Гірник»            | 34 | 15 | 5  | 14 | 46−56 | 41 |
| 12 | «Арсенал»           | 34 | 11 | 10 | 13 | 36−47 | 40 |
| 13 | «Гірник-Спорт»      | 34 | 9  | 8  | 17 | 28−45 | 35 |
| 14 | «Кремінь»           | 34 | 10 | 7  | 17 | 43−52 | 34 |
| 15 | «Металург-2»        | 34 | 9  | 4  | 21 | 35−68 | 31 |
| 16 | «Дніпро-75»         | 34 | 8  | 6  | 20 | 28−56 | 24 |
| 17 | ФК «Суми»           | 34 | 6  | 10 | 18 | 27−60 | 22 |
| 18 | ПФК «Севастополь-2» | 34 | 2  | 4  | 28 | 17−39 | 10 |

- Команда ПФК «Севастополь-2» знялася зі змагань після 21-го туру. У решті матчів команді зараховані технічні поразки −:+.

Позначення:
Примітка. Згідно з п.2,3 ст. 14 Регламенту Всеукраїнських змагань з футболу серед команд клубів Професіональної футбольної ліги України сезону 2008/2009 рр. у випадку рівності очок місця команд визначаються за такими показниками:
- більша кількість набраних очок в усіх матчах;
- більша кількість перемог в усіх матчах;
- краща різниця забитих і пропущених м'ячів в усіх матчах;
- більша кількість забитих м'ячів в усіх матчах;
- більша кількість набраних очок у матчах між собою;
- більша кількість перемог у матчах між собою;
- краща різниця забитих і пропущених м'ячів у матчах між собою;
- більша кількість забитих м'ячів у матчах між собою;
- більша середня оцінка у конкурсі «Чесна гра» (за результатами усіх матчів).

### Результати матчів
| Команда             | АРС | ГІР | ГСП | ДНІ | ЗІР | ІЛЛ | КРЕ | МЕТ | ОЛІ | ОЛК | ПОЛ | СЕВ | СТА | ТИА | ТИД | ШАХ | Ш-3 | Я/С |
| ------------------- | --- | --- | --- | --- | --- | --- | --- | --- | --- | --- | --- | --- | --- | --- | --- | --- | --- | --- |
| «Арсенал»           |     | 0:1 | 3:2 | 1:1 | 3:2 | 1:0 | 3:3 | 3:2 | 3:2 | 2:3 | 0:0 | 1:0 | 1:0 | 0:1 | 0:3 | 0:0 | 1:1 | 1:0 |
| «Гірник»            | 1:2 |     | 3:2 | 1:3 | 1:1 | 2:0 | 4:2 | 1:1 | 1:0 | 2:0 | 0:1 | +:− | 2:1 | 0:3 | 1:3 | 1:3 | 1:3 | 1:1 |
| «Гірник-спорт»      | 2:0 | 1:0 |     | 1:0 | 1:2 | 2:1 | 1:1 | 1:1 | 0:1 | 1:1 | 1:0 | +:− | 0:1 | 0:0 | 0:0 | 0:1 | 2:1 | 4:1 |
| «Дніпро-75»         | 2:1 | 2:3 | 3:2 |     | 0:2 | 2:3 | 1:1 | 0:0 | 0:4 | 0:1 | 1:1 | +:− | 1:1 | 2:1 | 1:2 | 1:2 | 3:1 | 1:0 |
| «Зірка»             | 1:0 | 6:1 | 1:0 | 2:0 |     | 3:0 | 3:1 | 4:0 | 1:0 | 0:1 | 1:2 | +:− | 2:1 | 0:1 | 1:0 | 1:1 | 2:3 | 1:0 |
| «Іллічівець-2»      | 2:2 | 0:2 | 1:1 | 0:1 | 0:2 |     | 2:0 | 5:3 | 1:1 | 0:3 | 2:1 | 3:1 | 0:2 | 0:4 | 1:0 | 0:0 | 2:2 | 3:1 |
| «Кремінь»           | 0:2 | 2:4 | 2:0 | 3:0 | 0:1 | 2:0 |     | 2:1 | 1:1 | 1:1 | 0:2 | 2:1 | 0:1 | 2:3 | 2:0 | 2:1 | 4:0 | 1:2 |
| «Металург-2»        | 1:0 | 0:2 | 5:1 | 2:0 | 2:5 | 1:0 | 2:4 |     | 3:4 | 1:0 | 0:2 | +:− | 0:3 | 1:1 | 0:2 | 1:0 | 0:2 | 1:0 |
| «Олімпік»           | 1:1 | 4:0 | 3:0 | 3:0 | 1:2 | 2:1 | 2:0 | 1:0 |     | 2:2 | 0:0 | 2:0 | 1:3 | 1:1 | 1:1 | 1:0 | 1:1 | 5:2 |
| «Олком»             | 1:0 | 1:3 | 1:0 | 1:0 | 0:2 | 1:1 | 2:1 | 3:1 | 0:3 |     | 1:2 | 2:1 | 0:2 | 2:1 | 4:2 | 1:1 | 1:1 | 4:1 |
| ФК «Полтава»        | 1:1 | 2:0 | 2:0 | 2:0 | 2:1 | 2:2 | 2:1 | 1:0 | 1:0 | 2:0 |     | 3:1 | 4:1 | 2:0 | 1:0 | 1:1 | 2:2 | 4:0 |
| ПФК «Севастополь-2» | −:+ | 0:1 | 0:0 | 2:1 | 0:3 | −:+ | −:+ | 4:2 | −:+ | −:+ | 0:3 |     | 1:2 | 0:1 | 0:0 | −:+ | −:+ | 1:1 |
| «Сталь»             | 3:1 | 4:1 | 1:0 | 1:1 | 1:0 | 2:0 | 1:1 | 4:1 | 3:0 | 2:0 | 2:2 | 3:2 |     | 1:1 | 1:0 | 2:1 | 3:1 | 6:1 |
| «Титан» А           | 3:1 | 0:0 | 5:1 | 2:0 | 2:2 | 2:3 | 5:1 | 1:0 | 1:0 | 1:0 | 0:1 | 1:0 | 2:0 |     | 0:3 | 2:0 | 2:1 | 3:0 |
| «Титан» Д           | 3:0 | 1:1 | 1:0 | 1:0 | 0:1 | 0:3 | 1:0 | 2:0 | 0:2 | 1:1 | 1:0 | 3:0 | 0:0 | 1:1 |     | 0:0 | 1:5 | 1:1 |
| «Шахтар»            | 1:1 | 3:0 | 2:0 | 3:0 | 0:1 | 1:1 | 1:0 | 3:0 | 0:0 | 1:0 | 0:0 | 1:1 | 0:3 | 1:0 | 0:0 |     | 0:0 | 3:0 |
| «Шахтар-3»          | 3:0 | 4:3 | 0:1 | 2:0 | 0:1 | 1:2 | 1:0 | 7:1 | 2:6 | 3:0 | 4:0 | 4:2 | 2:1 | 4:0 | 3:2 | 1:0 |     | 0:0 |
| «Явір» / ФК «Суми»  | 1:1 | 0:2 | 1:1 | 4:1 | 2:1 | 0:1 | 1:1 | 0:2 | 1:0 | 2:2 | 0:1 | +:− | 0:0 | 1:4 | 2:2 | 1:0 | 0:1 |     |

### Найкращі бомбардири
| #  | Гравець             | Клуб                   | Ігри | Голи (пен.) |
| -- | ------------------- | ---------------------- | ---- | ----------- |
| 1  | Ігор Бездольний     | «Титан» А              | 33   | 22 (5)      |
| 2  | Денис Бережний      | «Гірник» / «Сталь»     | 30   | 17 (2)      |
| 3  | Ігор Мельник        | «Іллічівець-2»         | 18   | 15 (2)      |
| 3  | Віталій Пономар     | «Шахтар-3»             | 29   | 15 (2)      |
| 5  | Костянтин Дудченко  | «Олком»                | 20   | 12          |
| 6  | Сергій Яковенко     | «Зірка»                | 30   | 12 (6)      |
| 7  | Руслан Джанджгава   | «Олком»                | 25   | 11 (2)      |
| 8  | Іван Матяж          | «Шахтар-3» / «Олімпік» | 29   | 10 (1)      |
| 9  | Сергій Морозов      | «Металург-2» З         | 24   | 10 (2)      |
| 10 | Олександр Коваленко | «Олком» / «Титан» А    | 33   | 10 (2)      |

## Матч за право грати у першій лізі
Після закінчення чемпіонату команда «ІгроСервіс» знялася зі змагань. Тому було вирішено, що до першої ліги вийде, окрім «Ниви» та «Зірки», одна з команд, що посіла друге місце у групі в другій лізі. Для цього між цими командами 12 липня в Черкасах відбувся стиковий матч.
| 12 липня 2009 17:00 |

| «Арсенал»     | 1:0      | ФК «Полтава» |
| ------------- | -------- | ------------ |
| Деревльов 60' | протокол |              |

| Черкаси, стадіон «Центральний» Глядачів: 300 Арбітр: В.Годулян |

## Підсумки чемпіонату
За підсумками чемпіонату чемпіоном стало київське «Динамо», друге місце посів донецький «Шахтар», третє — харківський «Металіст».
«Динамо» К і «Шахтар» Д здобули путівки до Ліги чемпіонів УЄФА, «Металіст», «Металург» Д і «Ворскла»  — до Ліги Європи. ФК «Львів» і ФК «Харків» опустилися до першої ліги.
Чемпіоном першої ліги стало «Закарпаття», друге місце посіла «Оболонь», третє — ПФК «Олександрія». «Закарпаття» і «Оболонь» здобули путівки до Прем'єр-ліги. «Княжа» і «Комунальник» залишили першу лігу. Поповнили першу лігу тернопільська «Нива», «Зірка» (переможці груп другої ліги) і білоцерківський «Арсенал» (переможець стикового матчу).
«ІгроСервіс», «Княжа», «Комунальник», «Десна-2», «Дніпро» Ч, «Княжа-2», ФК «Коростень», «Нафком», «Оболонь-2», «Арсенал» Х, ПФК «Севастополь-2» і «Титан» Д позбавлені статусу професіоналів. Поповнили другу лігу ФК «Львів-2» і ФК «Моршин».